# San Juan Pueblo Nuevo
San Juan Pueblo Nuevo är en ort i Mexiko, tillhörande kommunen Tecámac i delstaten Mexiko. San Juan Pueblo Nuevo ligger i den centrala delen av landet och tillhör Mexico Citys storstadsområde. Orten hade 2 186 invånare vid folkmätningen 2010.
San Juan Pueblo Nuevo ligger bara någon kilometer nordväst om den militära flygbasen Base Aerea Santa Lucía.